# Schody św. Jakuba w Jamestown
Schody św. Jakuba w Jamestown (ang. Jacob's Ladder) – publiczne schody w Jamestown na Wyspie Świętej Heleny (brytyjskie terytorium zamorskie), łączące centrum miasta ze wzgórzem Ladder Hill.

## Historia
Początkowo (mapa Thorntona z 1702–1707) z dna doliny, w którym znajduje się centrum Jamestown, na szczyt Ladder Hill prowadziła drabinka linowa. Towarzyszyła jej kręta, zygzakowata ścieżka wyłącznie dla pieszych. Później wytyczono mniej stromą drogę odpowiednią dla wozów, która obecnie nosi nazwę Shy Road/upper Ladder Hill Road. Mapa Lafitte'a z 1781 pokazuje obie trasy, jednak nie ma na niej już drabinki linowej, która została prawdopodobnie usunięta, gdy oddano do użytku lepszą trasę dla wozów. 
Royal Engineers w 1829 zamontował maszynę o napędzie konnym do wciągania towarów na szczyt wzgórza po szynach, za pomocą maszyny z pasami napędowymi. Urządzenie to opisano w magazynie Mechanics z marca 1834. W Muzeum św. Heleny znajduje się działający model tej wyciągarki. Funkcjonowała ona do 1871. Była szczególnie przydatna do przewożenia dużych ilości obornika gromadzonego w stajniach oraz magazynach. Z uwagi na niebezpieczeństwo urządzenie nie przewoziło pasażerów. Było bardzo awaryjne, a 28 kwietnia 1867 pod drewnianymi podkładami u góry wybuchł niewielki pożar. Zamknięto i rozebrano je w 1871. W jego miejscu powstały schody liczące 699 stopni. 21 maja 2000 zostało uruchomione oświetlenie. W 2006 przeprowadzono remont.

## Parametry
Schody mają 699 stopni, długość 282 metry, przewyższenie 183 metry i średnie nachylenie 41°. Średnia wysokość stopnia wynosi 28 cm.